# Saron marmoratus
Saron marmoratus is een garnalensoort uit de familie van de Hippolytidae. De wetenschappelijke naam van de soort is voor het eerst geldig gepubliceerd in 1811 door Olivier.